# 1968年ミラノ・トリエンナーレ
第14回ミラノ・トリエンナーレ (XIV Triennal of Milan) は、1968年5月15日から7月14日までイタリアのミラノで開催されたトリエンナーレであり、博覧会国際事務局から認定された国際博覧会（特別博）である。テーマは「Decorative industrial and modern Arts and modern architecture」。